# Resonancia de Minnaert

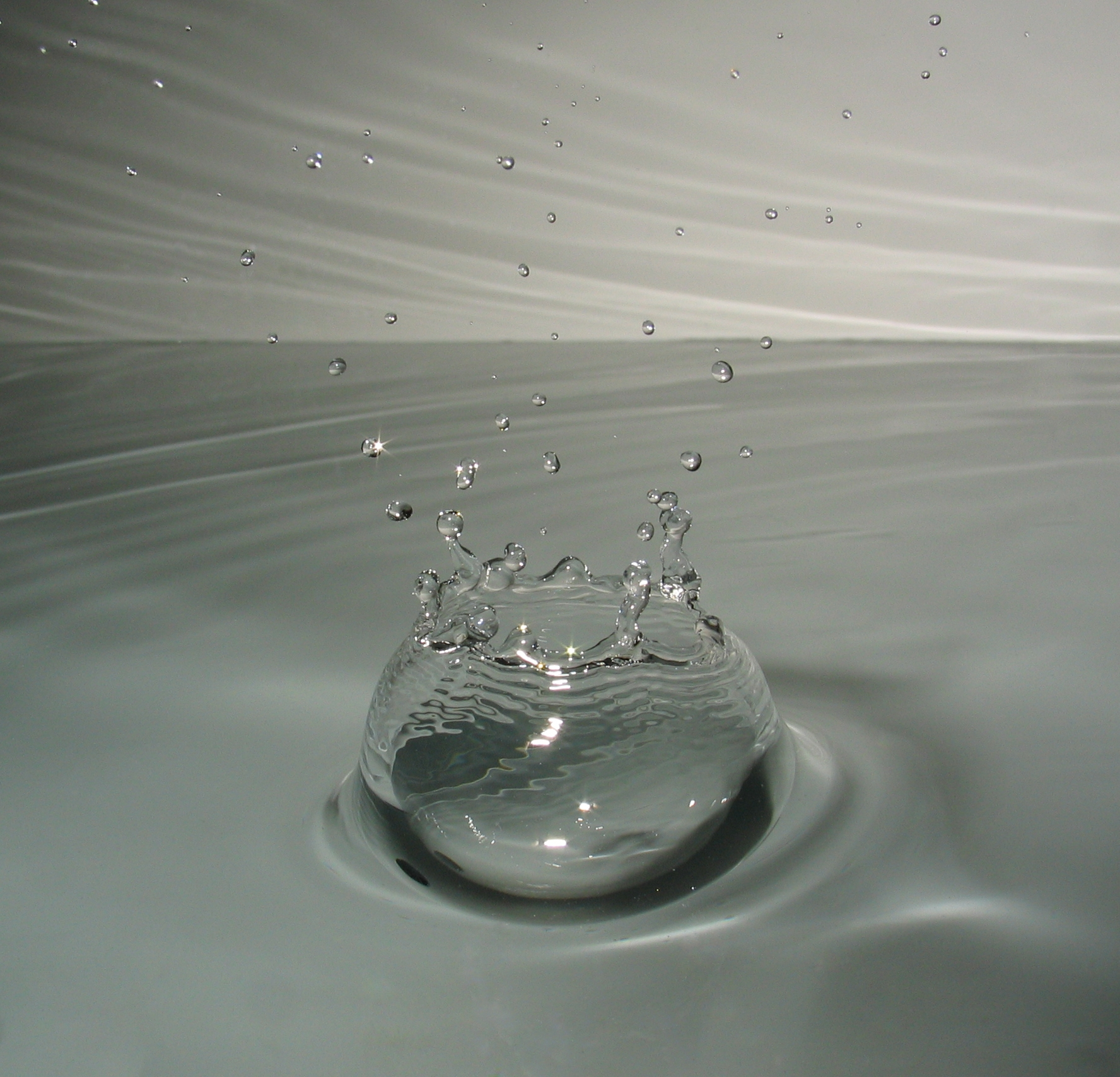
Impacto de una gota sobre el Agua

La resonancia de Minnaert es una frecuencia de resonancia acústica producida por una única burbuja en un dominio infinito de agua (sin contar con los efectos de la tensión superficial ni la atenuación de viscosidad). 
Debe su nombre al astrónomo belga Marcel Minnaert.

## Formulación
La frecuencia de resonancia se obtiene con la fórmula
{\displaystyle f={\cfrac {1}{2\pi a}}\left({\cfrac {3\gamma ~p_{A}}{\rho }}\right)^{1/2}}
donde {\displaystyle a} es el radio de la burbuja, {\displaystyle \gamma } es el coeficiente politrópico, {\displaystyle p_{A}} es la presión ambiental y {\displaystyle \rho } es la densidad del agua.  Esta fórmula también se puede utilizar para encontrar la frecuencia de resonancia de una burbuja de una nube con {\displaystyle a} como radio de la nube y {\displaystyle \rho } la diferencia entre la densidad del agua y la masa de la nube. Para una burbuja en el agua a una presión estándar {\displaystyle (p_{A}=100~{\rm {kPa}},~\rho =1000~{\rm {kg/m^{3}}})}, esta ecuación se reduce a
{\displaystyle fa\approx 3.26~{\rm {m/s}}}
donde {\displaystyle f~} es la frecuencia de resonancia de la burbuja.